# Referendum we Francji 13 października 1946 roku
Referendum we Francji w 1946 roku zostało przeprowadzone 13 października 1946 roku. Przedmiotem głosowania była uchwalona 29 września 1946 roku konstytucja. Większość głosujących opowiedziała się za jej przyjęciem.
| Głosów za | Głosy przeciw | % Głosów za | % Głosów przeciw |
| --------- | ------------- | ----------- | ---------------- |
| 9 297 351 | 8 165 744     | 53,24%      | 46,76%           |